# 陈晓丽
陈晓丽（1982年2月20日—），辽宁阜新人，中国女子篮球運動員，亦為中国国家女子篮球队成員。

## 簡歷
2010年11月，陈晓丽代表中國出戰廣州亞運會，參加籃球比賽，奪得金牌。